# Chehaima
Chehaima là một đô thị thuộc tỉnh Tiaret, Algérie. Dân số thời điểm năm 2002 là 10.099 người.